# Єнін Петро Матвійович
Петро Матвійович Єнін (9 червня 1937, Леб'яже — 20 січня 2018, Київ) — український науковець у галузі житлово-комунального господарства, педагог. Кандидат технічних наук (1969), професор. Засновник системи післядипломної освіти в галузі будівництва в Україні, розробник альтернативних джерел енергії. Автор понад 350 наукових робіт, зокрема близько 15 авторських свідоцтв на винаходи.
Понад 15 років обіймав різні посади в Інституті підвищення кваліфікації керівних працівників та спеціалістів житлово-комунального господарства: від завідувача кафедри до виконувача обов'язків ректора (1977—1993). Протягом 20 років — директор Інституту післядипломної освіти Київського національного університету будівництва і архітектури (1993—2013), паралельно — завідувач кафедри інженерних систем будівель і споруд.

## Життєпис
Народився 9 червня 1937-го року у селі Леб'яже на Харківщині.
У 1964-му році з відзнакою закінчив Київський інженерно-будівельний інститут, тоді ж вступив до аспірантури.
У 1969-му році закінчив аспірантуру та здобув науковий ступінь кандидата технічних наук, захистивши дисертацію на тему «Исследование вентиляции хранилищ сахарной свеклы с испарительным охлаждением воздуха». Тоді ж переїхав до Ленінграду, де обійняв посаду завідувача лабораторії Всесоюзного науково-дослідного інституту гідромеханізації, санітарно-технічних і спеціальних будівельних робіт.
У 1977-му році повернувся до Києва, де протягом 16-ти років обіймав різні посади в Інституті підвищення кваліфікації керівних працівників та спеціалістів житлово-комунального господарства: завідувача кафедри, декана, проректора, виконувача обов'язків ректора.
Після реорганізації інституту у 1993-му році обійняв посаду декана новоствореного факультету підвищення кваліфікації та перепідготовки спеціалістів своєї alma mater — Київського національного університету будівництва і архітектури. У 2005-му році факультет реорганізовано в Інститут післядипломної освіти, який і очолив Петро Єнін. Паралельно завідував кафедрою інженерних систем будівель і споруд.

Надгробок Петра Єніна, Байкове кладовище

У 2013-му році залишив посаду директора Інституту післядипломної освіти, вийшов на заслужений відпочинок. Помер на 81-му році життя 20 січня 2018-го року. Був кремований, прах похований у колумбарії Байкового кладовища (ділянка № 17/1отк, 50°24′55.44″ пн. ш. 30°30′18.27″ сх. д. / 50.4154000° пн. ш. 30.5050750° сх. д.), неподалік від центрального входу.

## Наукова та педагогічна діяльність
Автор понад 350 наукових робіт, зокрема близько 15 авторських свідоцтв на винаходи. Засновник системи післядипломної освіти в галузі будівництва в Україні, розробник альтернативних джерел енергії, дослідник проблем теплогазопостачання, кондиціонування повітря.
Під керівництвом Петра Єніна в Інституті післядипломної освіти значно вдосконалено навчальний процес, розширено перелік спеціальностей, педагогічний склад поповнили кандидати та доктори наук, професори, підготовлені до випуску понад 4 тисячі фахівців.
Академік Академії будівництва України, член Комітету з Державних премій України в галузі науки і техніки.

## Науковий доробок (частковий)
- «Исследование вентиляции хранилищ сахарной свеклы с испарительным охлаждением воздуха»: диссертация кандидата технических наук : 05.00.00 / П. М. Енин. — Киев, 1969. — 245 с. : ил.
- «Газоснабжение жилищно-коммунальных объектов»: справочник / П. М. Енин, М. Б. Семенов, Н. И. Тохтамыш. — Киев: Будiвельник, 1981. — 136 с. : ил.; 22 см.
- «Наладка и эксплуатация систем вентиляции и кондиционирования воздуха»: краткий справочник / [П. М. Енин, Д. М. Критман, Ю. Д. Критман и др.]. — Киев: Будiвельник, 1984. — 86 с. : ил.; 21 см.
- «Повышение уровня индустриализации и производительности труда при выполнении санитарно-технических работ в условиях ремонтно-строительного производства Минжилкомхоза УССР»: конспект лекций / П. М. Енин, Д. М. Критман; М-во жил.-коммун. хоз-ва УССР, Ин-т повышения квалификации руководящих работников и специалистов. — Киев: ИПК Минжилкомхоза УССР, 1987. — 36 с., [2] л. ил.; 20 см.
- «Практическое использование возобновляемых и нетрадиционных источников энергии в теплоснабжении»: учебное пособие / П. М. Енин; М-во жил.-коммун. хоз-ва УССР, Ин-т повышения квалификации руководящих работников и специалистов. — Киев: ИПК МЖКХ УССР, 1988. — 96 с. : ил.; 22 см.
- «Энергосбережение в коммунальном теплоснабжении»: учебное пособие / П. М. Енин, Ю. Д. Хохлов; М-во жил.-коммун. хоз-ва УССР, Ин-т повышения квалификации руководящих работников и специалистов. — Киев: ИПК Минжилкомхоза УССР, 1989. — 88 с., [1] л. схем. : ил.; 21 см.
- «Электротехнические средства и методы управления в системах теплогазоснабжения и вентиляции»: учебное пособие / Е. П. Григоровский, П. М. Енин; М-во жил.-коммун. хоз-ва УССР, Ин-т повышения квалификации руководящих работников и специалистов. — Киев: ИПК Минжилкомхоза УССР, 1989. — 135 с. : ил.; 20 см.
- «Потери природного газа при эксплуатации систем газоснабжения»: учебное пособие / Г. Г. Шишко, П. М. Енин; Гос. ком. Украины по жил.-коммун. хоз-ву, Ин-т повышения квалификации руководящих работников и специалистов. — Киев: ИПК Госжилкомхоза Украины, 1991. — 112 с. : ил.; 21 см.
- «Централизованная система локального газоснабжения потребителей сжиженным углеводородным газом (СУГ) от геотермальных установок (ГТУ)» / П. М. Енин // Вентиляція, освітлення та теплогазопостачання. — 2001. — Вип. 1. — С. 81-93.
- «Теплоперенос от грунта к жидкой фазе СУГ при ее нагреве в режиме хранения в геотермальных регазификаторах (внутренняя задача)» / П. М. Енин // Вентиляція, освітлення та теплогазопостачання. — 2006. — Вип. 9. — С. 24-35.
- «Температурный режим приповерхностных слоев земной коры на глубинах размещения геотермальных регазификаторов СУГ» / П. М. Енин, С. Г. Рыбачев // Вентиляція, освітлення та теплогазопостачання. — 2006. — Вип. 9. — С. 36-49.
- «Теплоотдача при пузырьковом кипении жидкой фазы СУГ в геотермальном регазификаторе при режиме отбора газа» / П. М. Енин // Вентиляція, освітлення та теплогазопостачання. — 2006. — Вип. 9. — С. 50-60.
- «Теплоперенос в сухом, влажном и мерзлом грунте в области размещения геотермальных регазификаторов СУГ (внешняя задача)» / П. М. Енин // Вентиляція, освітлення та теплогазопостачання. — 2006. — Вип. 9. — С. 61-69.
- «Математическое описание теплового взаимодействия геотермальных регазификаторов с сухим, влажным и мерзлым грунтом и выбор метода решения задачи» / П. М. Енин // Вентиляція, освітлення та теплогазопостачання. — 2006. — Вип. 9. — С. 70-79.
- «Сущность математического моделирования и планирование вычислительных экспериментов по изучению температурного режима геотермальных регазификаторов» / П. М. Енин // Вентиляція, освітлення та теплогазопостачання. — 2006. — Вип. 9. — С. 80-84.
- «Результаты исследования нестационарных температурных полей в жидкой фазе СУГ при тепловом взаимодействии геотермальных регазификаторов с сухим грунтом» / П. М. Енин // Вентиляція, освітлення та теплогазопостачання. — 2006. — Вип. 10. — С. 9-18.
- «Результаты исследования нестационарных температурных полей в сухом грунте вокруг геотермальных регазификаторов» / П. М. Енин // Вентиляція, освітлення та теплогазопостачання. — 2006. — Вип. 10. — С. 19-30.
- «Исследование теплового взаимодействия геотермальных регазификаторов СУГ с влажным грунтом при фазовых переходах содержащейся в нем влаги» / П. М. Енин // Вентиляція, освітлення та теплогазопостачання. — 2006. — Вип. 10. — С. 31-44.
- «Натурные эксперименты на опытно-промышленной геотермальной установке и сопоставление их результатов с данными математического моделирования» / П. М. Енин, С. Г. Рыбачев // Вентиляція, освітлення та теплогазопостачання. — 2006. — Вип. 10. — С. 45-56.
- «Методика теплового расчета геотермальных регазификаторов сжиженного углеводородного газа» / П. М. Енин, С. Г. Рыбачев // Вентиляція, освітлення та теплогазопостачання. — 2006. — Вип. 10. — С. 57-69.
- «Обоснование технико-экономической целесообразности устройства геотермальных установок для регазификации сжиженных углеводородных газов» / П. М. Енин, С. Г. Рыбачев // Вентиляція, освітлення та теплогазопостачання. — 2006. — Вип. 10. — С. 70-79.
- «Теплопостачання»: навчальний посібник для студентів ВНЗ. Ч. 1. Теплові мережі та споруди / П. М. Єнін ; Н. А. Швачко. — К. : Кондор, 2007. — 244 с.

### Авторські свідоцтва на винаходи (у співавторстві)
- 1975 — «Система отопления»
- 1977 — «Панельный радиатор»
- 1977 — «Установка для заготовки и использования льда»
- 1979 — «Диффузор»
- 1982 — «Теплообменный аппарат»
- 1987 — «Утилизатор тепла отходящих газов»
- 1993 — «Установка для регазификации сжиженного газа»

## Нагороди
- нагрудний знак МОН України «Відмінник освіти»
- нагрудний знак «Петро Могила»
- почесна відзнака «Україна в III тисячолітті»